# Torbjörn Zetterberg Hot Five
Torbjörn Zetterberg Hot Five är en grupp som sattes ihop av basisten Torbjörn Zetterberg till dennes examenskonsert på Kungliga Musikhögskolan i Stockholm. Gruppen har sedan dess spelat in flera skivor och turnerat runt om i världen, bland annat i Kanada, Vietnam, Grekland och Norge.

## Medlemmar
- Per "Texas" Johansson – saxofoner och klarinetter
- Jonas Kullhammar – saxofoner
- Ludvig Berghe – piano (2002–)
- Torbjörn Gulz – piano (2001–02)
- Torbjörn Zetterberg – bas
- Daniel Fredriksson – trummor

## Diskografi
- Torbjörn Zetterberg Hot Five
- Hela Sveriges lilla fästmö
- Förtjänar mer uppmärksamhet